# 秋野村
秋野村（あきのむら）は奈良県中部、吉野郡に属していた村。現在は下市町の一部。

## 歴史
- 1889年（明治22年）4月1日 - 町村制の施行により、吉野郡 四村、立石村、広橋村が合併し秋野村が成立。
- 1949年（昭和24年）5月3日 - 黒滝村から大字才谷を編入。
- 1956年（昭和31年）1月1日 - （旧）下市町と合併し、（新）下市町が発足。同日秋野村消滅。